# إبراهام بيندر
إبراهام بيندر (بالإنجليزية: Abraham Binder)‏ هو ملحن أمريكي، ولد في 13 يناير 1895 في ذا برونكس في الولايات المتحدة، وتوفي في 9 أكتوبر 1966 في نيويورك في الولايات المتحدة.

## وصلات خارجية
- إبراهام بيندر على موقع ميوزك برينز (الإنجليزية)